# Odostomia ryalea
Odostomia ryalea är en snäckart som beskrevs av Bartsch In Dall 1927. Odostomia ryalea ingår i släktet Odostomia och familjen Pyramidellidae. Inga underarter finns listade i Catalogue of Life.